# Leuchtenburg (Südtirol)
Die Leuchtenburg ist die Ruine einer Höhenburg oberhalb des Kalterer Sees in Südtirol. Sie befindet sich auf einer 576 m s.l.m. hohen Erhebung im Süden des Mitterbergs auf dem Gebiet der Gemeinde Pfatten und überblickt im weiten Umkreis das Etschtal im Bereich von Überetsch und Unterland. Etwas nördlich unterhalb der Burgruine liegt der Übergang des Kreiter Sattels, der von der nahen Laimburg bewacht wird. Die Leuchtenburg wird durch eine riesenhafte Schildmauer respektive einen hohen Mantel geprägt. Dieser geht über das rein fortifikatorische Moment hinaus, da die Burg an ohnehin gut geschützter Stelle liegt.
Die Kernburg selbst besteht aus dem ovalen, hohen Mantel und einigen Wohnbauten im Inneren. Zudem weist die Leuchtenburg zwei später entstandene Vorburgen auf.
Die genaue Datierung der Erbauung ist unsicher, häufig wird der Zeitraum zwischen 1200 und 1250 genannt; das Südtiroler Burgeninstitut geht sogar von einer Entstehung vor 1200 aus. Jüngere Datierungsversuche schlagen die erste Hälfte des 14. Jahrhunderts vor.
Seit 1610 ist die Leuchtenburg unbewohnt und verfiel allmählich. Im 20. Jahrhundert wurde das Mauerwerk konserviert.

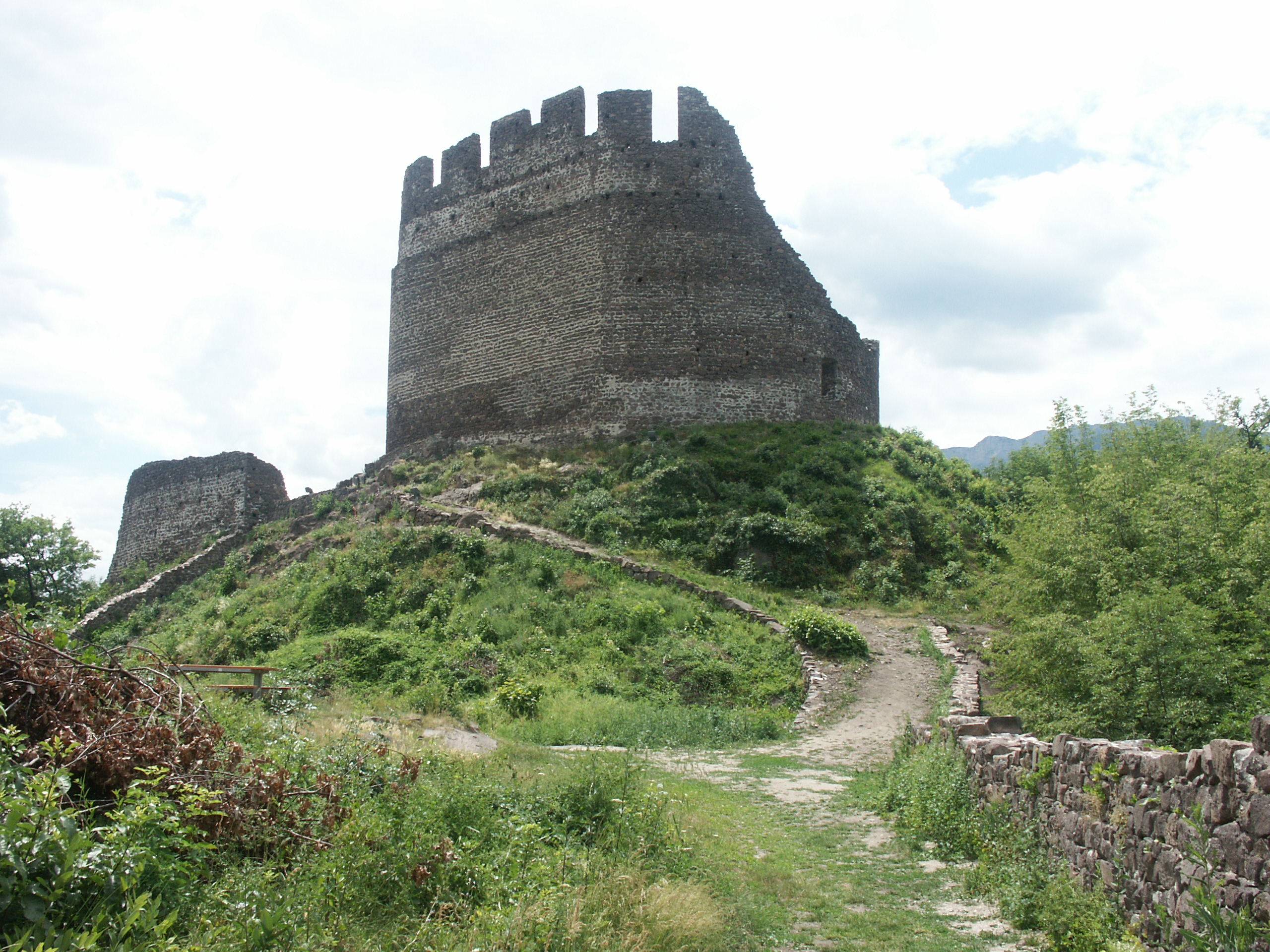
Blick auf die Schildmauer
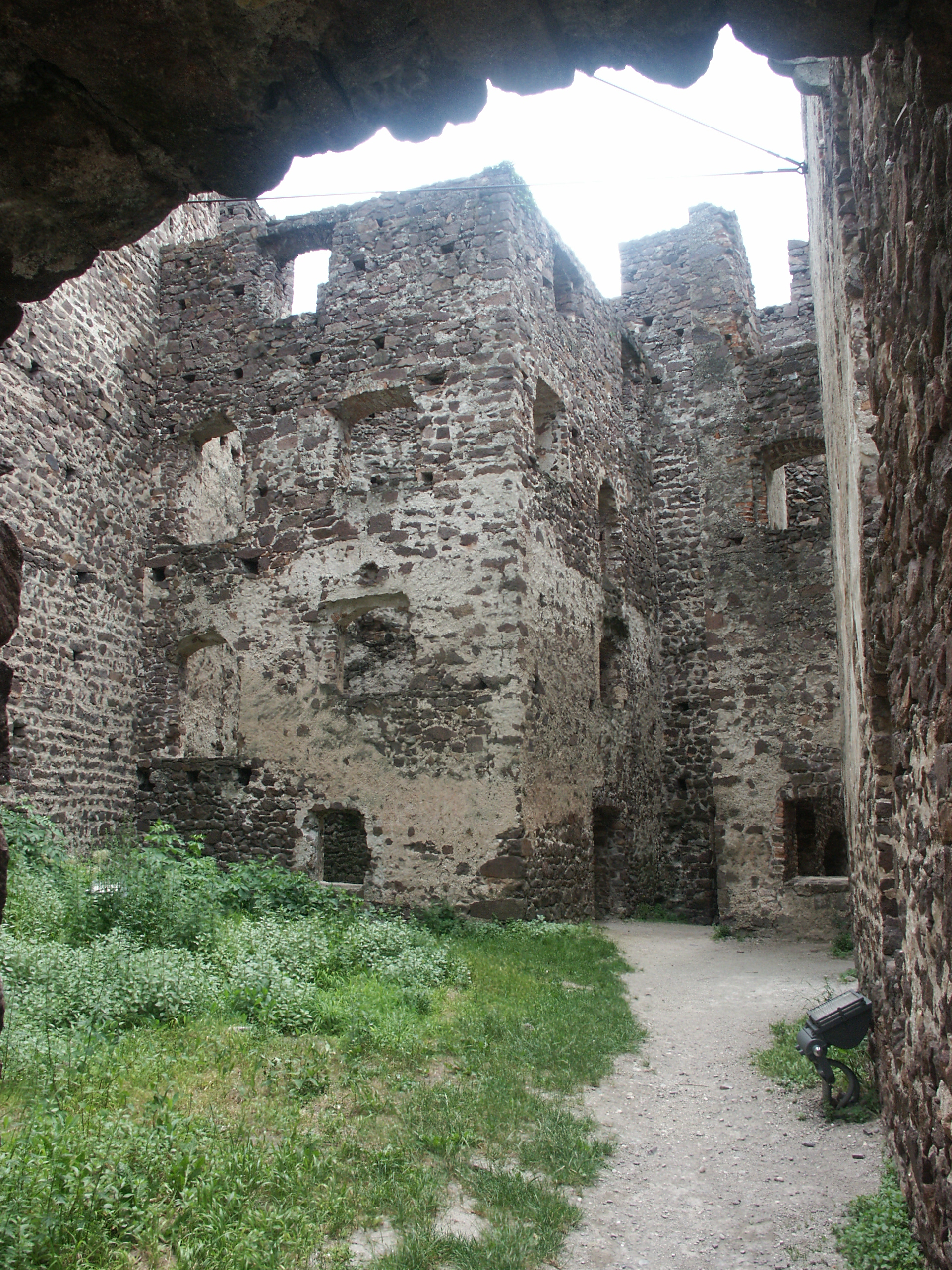
Blick durch den Einstieg in die Kernburg
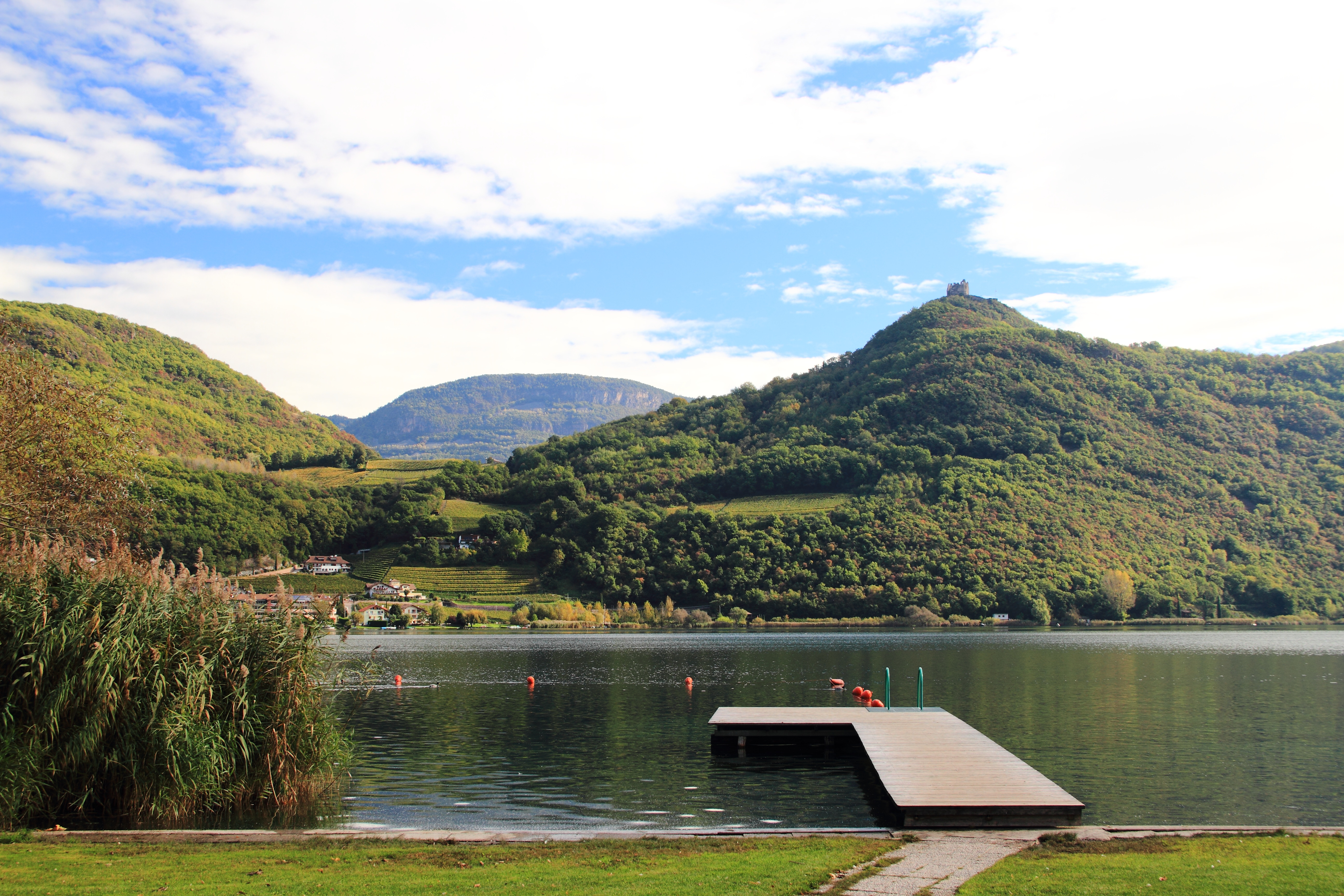
Blick über den Kalterer See auf die Ruine